# Sarah Churchwell
Sarah Churchill (o Churchwell), una joven de veinte años originaria de Maine, fue confesora y acusadora durante los Juicios de Salem. Se la recuerda por su acusación de brujería contra su patrón abusivo, el anciano George Jacobs, Sr., y por admitir que su confesión había sido una treta para salvarse de la horca, estrategia que resultó exitosa.

## Antecedentes
Sarah Churchill nació en Saco (Maine), hija de Arthur y Eleanor Churchill y nieta de un hombre rico y respetado, el Mayor William Phillips. En 1680, cuando contaba ocho años, los wabanaki atacaron Saco. Durante el ataque, Sarah, sus padres y otros cincuenta vecinos se refugiaron en la casa de su abuelo. Los indios la rodearon y trataron de incendiarla. Fallaron en el intento, pero dispararon e hirieron a varios de los colonos del interior, incluyendo al Mayor. El padre de Sarah, temiendo otro ataque, se mudó con su esposa e hijos a Marblehead (Massachusetts). Mientras que el destino de la madre se desconoce, se sabe que su padre Arthur vivió hasta 1710. En 1692 Sarah vivía en Salem con unos parientes, los Ingersoll. Mary Beth Norton, autora de In the Devil's Snare, especula que Sarah, al igual que otras muchachas del grupo de "afligidas" que también presenciaron ataques indios, podría arrastrar un estrés postraumático.
En Salem, Sarah era sirvienta en la casa de George Jacobs, Sr., un próspero granjero. Sarah había pasado de ser la nieta de uno de los hombres más ricos y prominentes de Maine a una simple sirvienta para un campesino acomodado.

## Juicios
Cuando estalló la crisis, era amiga de Mary Walcott, prima de Ann Putnam, dos de las principales acusadoras. Al principio las imitó, pero pronto perdió el interés. Cuando los síntomas de "aflicción" de Sarah disminuyeron, las otras muchachas la acusaron de haber firmado en el Libro del Diablo para evitar el tormento. Sarah respondió confesando que su señor, George Jacobs y su nieta, Margaret Jacobs, la obligaron a firmar.
De inmediato, se desató una cadena de testimonios contra él. Mercy Lewis lo acusó de interactuar con el diablo. Abigail Williams acusó a Jacobs de reclutar seis personas para las filas del Diablo: Sarah Churchill, Margaret Jacobs, sus padres y el matrimonio English.
Durante el interrogatorio Sarah acusó a su señor de llevar "una vida perversa", vengándose así del abuso físico a la que la sometía. Se decía que Jacobs golpeaba a Sarah con su bastón cuando ella no realizaba las tareas domésticas a su satisfacción. El septuagenario Jacobs proclamó su inocencia e, incrédulo ante las acusaciones en su contra, denigró a su jóvenes acusadoras ante el tribunal, llamándolas "perras brujas".
Al día siguiente, su nieta Margaret Jacobs confesó ser una bruja e implicó a su abuelo y a George Burroughs. Tanto Margaret como Sarah se habían dado cuenta de que los confesores vivían y los que negaban las acusaciones eran condenados. El Tribunal Oyer and terminer tenía la intención de extraer confesiones de los acusados donde pudieran delatar a otros brujos de la comunidad.
El 1 de junio de 1692, Sarah Churchill hizo una segunda confesión donde acusó de brujos a George Jacobs, Ann Pudeator y Bridget Bishop y luego afirmó que utilizó poppets, muñecos de trapo para hechizos donde se clavaban agujas y alfileres, traídos por Bishop para torturar a Mercy Lewis, Ann Putnam y Betty Hubbard. Sarah más tarde se retractó de esta confesión alegando que los jueces la amenazaron si no confesaba. Fue una de las dos únicas personas confesoras y acusadoras, la otra fue Mary Warren, que admitió haber mentido para salvarse: "Sí le dije al Señor Noyes, pero que una vez pusiera la mano en el Libro, me creería, pero si dijera la verdad y dijera que no había puesto mi mano en el Libro cien veces, no me creería".

## Vida posterior
Después de los juicios, Sarah regresó a Maine. En 1709 se casó con un tejedor, Edward Andrews, después de haber sido multados por fornicación prematrimonial. El último registro con su nombre data de 1731.